# Rebel Yell
Rebel Yell è il secondo album del cantante britannico Billy Idol, pubblicato nel 1983. È anche l'album più famoso e celebrato del rocker britannico.

## Tracce
1. Rebel Yell (Idol/Stevens) – 4:47
2. Daytime Drama (Idol/Stevens) – 4:04
3. Eyes Without a Face (Idol/Stevens) – 4:58
4. Blue Highway (Idol/Stevens) – 5:07
5. Flesh for Fantasy (Idol/Stevens) – 4:38
6. Catch My Fall (Idol) – 3:43
7. Crank Call (Idol/Stevens) – 3:58
8. (Do Not) Stand in the Shadows (Idol/Stevens) – 3:12
9. The Dead Next Door (Idol/Stevens) – 3:53
10. Rebel Yell (Session Take - Bonus Track)  – 5:27
11. Motorbikin' (Session Take - Bonus Track)  – 4:16
12. Catch My Fall (Original Demo - Bonus Track) – 4:11
13. Flesh for Fantasy (Session Take - Bonus Track) – 5:09
14. Blue Highway (Original Demo - Bonus Track) – 4:58